# (200023) 2007 OU6
(200023) 2007 OU6 es un asteroide que forma parte de los asteroides troyanos de Júpiter, descubierto el 25 de julio de 2007 por el equipo del Observatorio Astronómico de Mallorca desde el Observatorio Astronómico de La Sagra, Puebla de Don Fadrique (Granada), España.

## Designación y nombre
Designado provisionalmente como 2007 OU6.

## Características orbitales
2007 OU6 está situado a una distancia media del Sol de 5,243 ua, pudiendo alejarse hasta 5,670 ua y acercarse hasta 4,816 ua. Su excentricidad es 0,081 y la inclinación orbital 16,03 grados. Emplea 4385,92 días en completar una órbita alrededor del Sol.

## Características físicas
La magnitud absoluta de 2007 OU6 es 12,4. Tiene 16474 km de diámetro y su albedo se estima en 0,094.